# Kiss Ferenc (régész)
Kissárosi Kiss Ferenc (Bécs, Osztrák Császárság, 1791. december 8. – Buda, 1859. július 25.) jogász, régész, numizmatikus, a Magyar Tudományos Akadémia levelező tagja. Kiss Gábor (1751–1800) vízépítőmérnök fia, Kiss József (1748–1813) vízépítő mérnök unokaöccse.

## Életútja
Szegeden, Szabadkán, Győrben, végül Nagyváradon végzett tanulmányai után ügyvédi oklevelet szerzett. Ezt követően a Ferenc-csatornát és az azt övező földeket koncesszióban kezelő hajózási társaságnál látott el ülnöki teendőket, egyidejűleg 1820-tól 1828-ig Zombor városának határkimérési biztosaként is tevékenykedett. 1828-ban, a koncessziós szerződés lejártakor Budára költözött és régészeti tanulmányainak szentelte életét. 1852-től haláláig a Pesti Tudományegyetemen a régiség- és éremtan helyettes tanáraként oktatott. Ezzel párhuzamosan 1852-től Bács-Bodrog vármegye táblabírája is volt.

## Munkássága
Elméleti régészeti munkássága elsősorban az őskori bronz és arany ékszerek kutatására, valamint az ókori és középkori pénzleletek, pénzrendszerek elsősorban éremtani szempontú vizsgálatára irányult. Közleményei az 1830-as évektől a Tudománytár, az Akadémiai Értesítő és az Archaeologiai Közlemények című folyóiratokban jelentek meg.

## Társasági tagságai és elismerései
1839-ben a Magyar Tudós Társaság levelező tagjává választották.

## Főbb művei
- Die Zahl-und Schmuck-Ringgelder: Eine der vorhistorischen Goldsorten durch mehr als 150 vorhandene Stücke, deren stufenweiser Uebergang in normirtes Geld, durch einschlägige Münzen erwiesen. Pest, 1844
- Einige Blicke in die räumliche Unendlichkeit des Weltalls während der Lufterscheinungen des 13. Nov. 1832. Ofen, 1849
- A karikapénz. Mint fizetési és ékszer a történet előtti korban s annak szabályozott pénzrendszerre történt fokozatos átmenetele s végrei megszünése. Pest, 1859

## További irodalom
- Emil Haeffner: Eine verschollene Stele aus der Sammlung Ferenc Kiss in Buda. In Oriens Antiquus. Budapest. 1945.